# 이성민 (야구 선수)
이성민(1990년 3월 30일 ~ )은 전 KBO 리그 롯데 자이언츠의 투수이다.

## 아마추어 시절
대구중학교, 경북고등학교를 거쳐서 영남대학교에 진학하였다. 영남대학교에 입학한 이후에 직구 스피드가 147 km/h에 이르고 변화구 제구도 수준급이어서 스카우트 사이에서 2013년 신인드래프트 이전부터 대졸 최대어라는 평가를 받았다.2012년 8월 20일에 열린 2013년 신인드래프트에서 윤형배와 함께 특별 우선지명을 받아 NC 다이노스에 입단하였다. 2012년 12월 5일에 열린 2012 야구인의 밤에서 우수 선수상을 수상하였다. 대학리그 4년 동안 17승 15패, 252 1/3이닝, 222탈삼진, 89볼넷, 평균자책점 2.00을 기록하였다.

## NC 다이노스시절

### 2013년 시즌
2013년 특별우선지명을 받아 NC 다이노스에 입단하며 즉시 전력감 투수로 주목받았으나, 기대와 달리 시즌 초에는 별로 좋지 않았다. 2013년 4월 2일 롯데 자이언츠와의 개막전에서 선발 아담을 대신하여 7회에 구원 등판하였으나 박종윤에게 2점 홈런을 허용해 구단 첫 패전 투수가 됐다. 이후 필승계투로 활동하였으나 기대에는 못 미치는 부진한 투구와 팔꿈치 통증까지 겹쳐 잠시 C팀(2군)에 내려가기도 했으며, 자신감을 되찾은 후 7월 14일 올스타 휴식기를 맞아 이재학을 대신해 1군에 등록된다.
7월 27일 KIA전에서 구원 등판해 1 2/3이닝 무실점 호투로 프로 데뷔 첫 승을 기록하였다. 아담이 선발진에서 부진하고 부상과 팀 내 융화 문제까지 겹쳐 C팀 강등 후 트위터에 불만을 표시하자, 김경문 감독은 아담을 대신해 그를 선발진에 넣었고 아담을 퇴출했다. 2013년 8월 31일 KIA전에서 첫 선발승을 거두었다.

### 2014년 시즌
2013 시즌에 비해 살짝 높은 평균자책점을 기록하였고, 출전 기회도 9번밖에 주어지지 않았다.

## KT 위즈시절
2014년 11월 28일 KT 위즈의 신생팀 특별지명으로 KT 위즈로 이적했다.
2015 시즌 구원 투수로 나섰으나 2015년 5월 1일 NC 다이노스전까지 11경기에 나서 평균자책점 7.82로 인상적인 활약을 펼치진 못하였다.

## 롯데 자이언츠시절

### 2015 시즌
2015년 5월 2일 KT 위즈와 롯데 자이언츠의 5:4 트레이드를 통해 롯데 자이언츠로 이적하였다. 이적하자마자 9경기 연속 평균자책점 0.00대 행진을 하며 롯데 시네마라는 조롱성 별명을 얻은 롯데 자이언츠 불펜진에 큰 힘이 되었다. 5월 한달간 14경기에서 2승 1패, 2홀드, 평균자책점 1.80의 뛰어난 활약을 펼쳤으며, 6월에도 역시 7경기에서 1승 1패, 1홀드, 1세이브, 평균자책점 2.08의 뛰어난 활약을 펼치며 불안한 불펜진의 핵심 투수로 떠올랐다. 그러나 7월과 8월 컨디션 난조를 보였고 15경기에서 2승 3패, 1홀드, 2세이브, 평균자책점 9.45를 기록하며 부진에 늪에 빠졌다. 하지만 9월에 다시 컨디션을 되찾으며 12경기에서 3홀드, 1세이브, 평균자책점 2.03을 기록하며 부활했다. 2015 시즌 61경기에 나서 5승 7패, 7홀드, 4세이브, 4점대 평균자책점을 기록하였다.

## 승부조작 논란
2016년에 승부 조작에 연루되어 수사를 받았고, 11월 7일에 혐의가 확정되어 징역 8개월이 구형되었다. 이성민 측은 판결에 불복하고 바로 항소를 신청했다.
이후 롯데는 이성민을 보류 명단에서 제외했고, 12월 20일 공식적으로 임의탈퇴 처리되었다. 팀은 이성민이 재판을 받고 있어 제대로 활동을 못하는 상황이니 더 이상 데리고 있을 필요가 없다고 판단했다.

## 임의탈퇴 이후
8개월이 지난 2018년 8월 오랜만에 그의 근황이 올라왔는데 항소심에서도 유죄를 선고받았다. 사실상 선수 커리어는 끝장났다고 봐도 무방할 듯하다.

## 출신 학교
- 대구남도초등학교
- 대구중학교
- 경북고등학교
- 영남대학교

## 경력

### 수상 경력
- 2012년 2012 야구인의 밤 우수선수상(대학)

## 통산 기록
| 년도 | 소속팀 | 평균자책점 | 경기수 | 승 | 패 | 세 | 홀 | 이닝 | 피안타 | 피홈런 | 사사구 | 탈삼진 | 실점 | 자책점 |
| ---- | ------ | ---------- | ------ | -- | -- | -- | -- | ---- | ------ | ------ | ------ | ------ | ---- | ------ |
| 2013 | NC     | 5.15       | 40     | 3  | 4  | 0  | 4  | 57.2 | 65     | 8      | 34     | 33     | 35   | 33     |
| 2014 | NC     | 5.79       | 9      | 1  | 2  | 0  | 0  | 28   | 37     | 0      | 17     | 14     | 22   | 18     |
| 2015 | 롯데   | 4.58       | 61     | 5  | 7  | 4  | 7  | 72.2 | 92     | 11     | 37     | 58     | 44   | 37     |
| 2016 | 롯데   | 7.08       | 36     | 6  | 5  | 0  | 1  | 68.2 | 89     | 11     | 46     | 47     | 59   | 54     |
| 통산 | 4시즌  | 5.63       | 146    | 15 | 18 | 4  | 12 | 227  | 283    | 30     | 134    | 152    | 160  | 142    |